# Sea Ltd
Sea Limited (стилізований як: sea) — технологічний конгломерат зі штаб-квартирою в Сінгапурі. Компанію засновано в 2009 році Форрестом Лі. Першопочатково Sea називалася Garena та спеціалізувалася на розробці та видавництві ігор, найпопулярнішою з яких була Free Fire. У травні 2017 року компанія перейменувала себе на Sea після отримання фінансування в розмірі 550 мільйонів доларів США, хоча бренд Garena залишився для її відділу цифрових розваг. Станом на 2022 рік у Sea налічується понад 67 000 співробітників.
Зараз Sea функціонує як холдингова компанія для Garena, SeaMoney та Shopee. З 2020 року Sea також є власником футбольного клубу сінгапурської прем'єр-ліги Lion City Sailors FC після того, як Форрест Лі придбав та перейменував місцеву команду Home United.

## Історія
9 вересня 2021 року повідомлялося, що Sea залучила до 7,2 мільярда доларів США шляхом продажу акцій та конвертованих облігацій, що стане найбільшим залученням коштів у Південно-Східній Азії. Sea заявила, що планує використати отримані кошти на стратегічні інвестиції та потенційні придбання.
У січні 2022 року китайський ігровий гігант Tencent вилучив свої інвестиції в розмірі 3 мільярдів доларів США з Sea.
Sea розформувала свій інвестиційний підрозділ у 2023 році після розчаровуючих результатів, включаючи провал FTX.